# Ploiaria californiensis
Ploiaria californiensis är en insektsart som beskrevs av Baker 1910. Ploiaria californiensis ingår i släktet Ploiaria och familjen rovskinnbaggar. Inga underarter finns listade i Catalogue of Life.